# Paradise Hill
Paradise Hill és un poble dels Estats Units a l'estat d'Oklahoma. Segons el cens del 2000 tenia 100 habitants.

## Demografia
Segons el cens del 2000, Paradise Hill tenia 100 habitants, 45 habitatges, i 31 famílies. La densitat de població era de 74,3 habitants per km².
Dels 45 habitatges en un 22,2% hi vivien nens de menys de 18 anys, en un 64,4% hi vivien parelles casades, en un 4,4% dones solteres, i en un 31,1% no eren unitats familiars. En el 28,9% dels habitatges hi vivien persones soles l'11,1% de les quals corresponia a persones de 65 anys o més que vivien soles. El nombre mitjà de persones vivint en cada habitatge era de 2,22 i el nombre mitjà de persones que vivien en cada família era de 2,74.
Per edats la població es repartia de la següent manera: un 17% tenia menys de 18 anys, un 5% entre 18 i 24, un 22% entre 25 i 44, un 27% de 45 a 60 i un 29% 65 anys o més.
L'edat mediana era de 48 anys. Per cada 100 dones de 18 o més anys hi havia 80,4 homes.
La renda mediana per habitatge era de 30.500 $ i la renda mediana per família de 38.125 $. Els homes tenien una renda mediana de 43.333 $ mentre que les dones 48.750 $. La renda per capita de la població era de 22.835 $. Entorn del 8% de les famílies i el 12,4% de la població estaven per davall del llindar de pobresa.

## Poblacions més properes
El següent diagrama mostra les poblacions més properes.